# مركز مدينة كابول
مركز مدينة كابول (Dari) هو مركز تسوق في شهر ناو، كابول، أفغانستان. تم افتتاحه في عام 2005، ويتكون من 100 متجر وقاعة طعام. إنه مجهز بمصاعد وسلالم متحركة يمكن رؤيتها من خلال الرؤية من خلال، وهو معروف بكونه أول مبنى في كابول مزود بسلالم متحركة وظيفية يضم المبنى أيضًا فندق صافي لاندمارك، وهو فندق 4 نجوم يحتل أعلى ستة طوابق من طوابق المبنى العشرة. أصبح فندق Safi Landmark من أشهر الفنادق في كابول للزوار والأجانب. تعرض المبنى لهجومين إرهابيين في عامي 2010 و 2011. في عام 2013، تلقى المركز التجاري اهتمامًا إعلاميًا لأنه يضم متجرًا غير رسمي لـ أبل ستور.

## التاريخ
عندما عاد غلام حضرة صافي إلى كابول من دبي، الإمارات العربية المتحدة، استثمر 35 دولارًا أمريكيًا مليون دولار لبناء مركز تسوق كابول سيتي سنتر والفندق المجاور، فندق صافي لاندمارك. يعمل في الفندق 150 موظفًا محليًا و 100 موظف هندي.
في 26 فبراير 2010، هاجم انتحاري من طالبان المركز التجاري، مما أدى إلى مقتل 16 شخصًا داخل المبنى، 11 منهم من الأجانب (تسعة هنود وإيطالي وفرنسي). كما قُتل ثلاثة من رجال الشرطة الأفغانية وشخصين مجهولي الهوية. وتسبب القصف في تحطم نوافذ المبنى، وإلقاء الأنقاض على شارع المشاة القريب. ووصفت وزارة الشؤون الخارجية للهند التفجير بأنه هجوم استهدف كلا من الشعبين الهندي والأفغاني، حيث كان معظم الضحايا من الهنود. لكن ذبيح الله مجاهد، المتحدث باسم طالبان، نفى أن الدافع وراء التفجير كان استهداف الشعب الهندي عن قصد ومحاولة تقويض العلاقات الأفغانية الهندية، وادعى بدلاً من ذلك أن الأوروبيين هم هدفهم الأساسي. تم إنفاق 4 ملايين دولار لإعادة المركز التجاري إلى العمل في غضون شهرين من الهجوم.
مباشرة بعد القصف الأول، تم تجديد المركز التجاري لتركيب نوافذ زجاجية مقاومة للانفجار وبدء فحص جميع الزوار بأجهزة الكشف عن المعادن قبل السماح لهم بالدخول. منع هذا الفحص انتحاريًا من دخول المركز التجاري في 14 فبراير 2011.

## المميزات
يتكون مركز مدينة كابول من 100 متجر، بما في ذلك متجر مجوهرات، ومتجر إلكترونيات، وبوتيك، ومتجر تحف ومكتبة، مع قاعة طعام تقع في الطابق الأرضي وهي تشبه إلى حد بعيد معظم مراكز التسوق الأوروبية. الزوار الرئيسيون للمركز هم من الأجانب والمغتربين. في البداية كان المطعم يشغله الرجال فقط، ولكن بعد مرور عام على الافتتاح، بدأ المزيد من النساء في زيارة المركز التجاري، حيث أصبح المطعم مكانًا مشتركًا للقاء للرجال والنساء.
من السمات البارزة للمول هو السلم المتحرك، الذي أصبح من أشهر مناطق الجذب في المدينة، حيث كان مركز مدينة كابول أول مبنى في كابول يتم تجهيزه بالسلالم المتحركة، وبعد بنائه أصبح البناء فقط في أفغانستان مع السلالم المتحركة العاملة.
حاز مركز مدينة كابول على مزيد من الاهتمام الإعلامي عندما تم افتتاح أبل ستور غير الرسمي داخل المركز التجاري في أغسطس 2010. وفقًا لمقابلة مع مدير المتجر أجرتها شركة كوارتز في أبريل 2013، فإن منتجاتها أغلى من سعر التجزئة في أمريكا. على سبيل المثال، تم بيع آيفون 5 16 GB في أفغانستان مقابل 700 دولار أمريكي، وهو ما يزيد بمقدار 50 دولارًا عن السعر الأصلي في الولايات المتحدة. يتم استيراد منتجات المتجر من دبي ويُقال إن المبيعات صحية، حيث يتم بيع ستة أجهزة iPhone وجهازي ماك بوك يوميًا، على الرغم من المخزون المحدود. معظم زبائن المتجر هم من الشباب الذين يعملون في القطاع الخاص. نظر مدير المتجر في التوسع من خلال إضافة مركز خدمة وإصلاح، وكذلك فتح فرع ثان في منطقة أخرى من كابول. يدعي مدير المتجر أنه أرسل بالبريد صورة الافتتاح الكبير للمتجر إلى شركة أبل دون رد.

## استقبال عام
وصف العديد من المواطنين الأفغان المركز التجاري بأنه فاخر وباهظ الثمن حيث أن معظم المنتجات المباعة في الداخل لا يمكن تحملها من قبل غالبية السكان. يُعرف الكثير من الأشخاص الذين يزورون المركز التجاري باسم "gawkers"، حيث يسألون عن سعر أحد العناصر، وبمجرد أن يكشف البائع عنها، يغادرون المتجر دون إجراء عملية شراء. تعتبر الأجهزة الإلكترونية التي يتم بيعها داخل المركز التجاري خارج نطاق خيال العديد من الأفغان، الذين لا يزال معظمهم يفتقرون إلى الكهرباء.
على الرغم من عدم القدرة على تحمل التكاليف، يزور العديد من الأشخاص المركز التجاري لتجربة السلم الكهربائي، والذي لا يمكن العثور عليه في أي مكان آخر في أفغانستان. نظرًا لأن العديد من الأفغان ليس لديهم خبرة بالتكنولوجيا داخل المركز التجاري، يواجه البعض مشكلة في استخدام المرافق. وبحسب ما ورد أصيبت امرأة واحدة بعد محاولتها السير على السلم الكهربائي «لأعلى».
وقد جادل بعض المواطنين بأنه بدلاً من إنفاق المال في بناء المحلات التجارية الفاخرة في المركز التجاري، ينبغي الاستثمار في بناء المصانع، الأمر الذي من شأنه خلق فرص عمل للعاطلين عن العمل

## روابط خارجية
- فندق صافي لاندمارك - الموقع الرسمي نسخة محفوظة 24 سبتمبر 2015 على موقع واي باك مشين.